# Célimo Polo
Célimo Polo (Caloto, Cauca, 28 de agosto de 1982) es un exfutbolista colombiano. Jugaba de delantero.

## Clubes
| Club                    | País      | Año         |
| ----------------------- | --------- | ----------- |
| Atlético Bucaramanga    | Colombia  | 2002        |
| Envigado F. C.          | Colombia  | 2002        |
| Deportes Tolima         | Colombia  | 2003 - 2004 |
| Boyacá Chicó            | Colombia  | 2005        |
| Monagas S. C.           | Venezuela | 2005        |
| Deportes Quindío        | Colombia  | 2006        |
| Plaza Amador            | Panamá    | 2006        |
| Centauros Villavicencio | Colombia  | 2009 - 2010 |
| Deportes Quindío        | Colombia  | 2011        |
| Universitario Popayán   | Colombia  | 2011 - 2013 |
| Unión Magdalena         | Colombia  | 2014        |
| Deportivo Ayutla        | Guatemala | 2015        |

## Palmarés

### Torneos nacionales
| Título              | Club            | País     | Año  |
| ------------------- | --------------- | -------- | ---- |
| Torneo Finalización | Deportes Tolima | Colombia | 2003 |